# Pilar Dyed

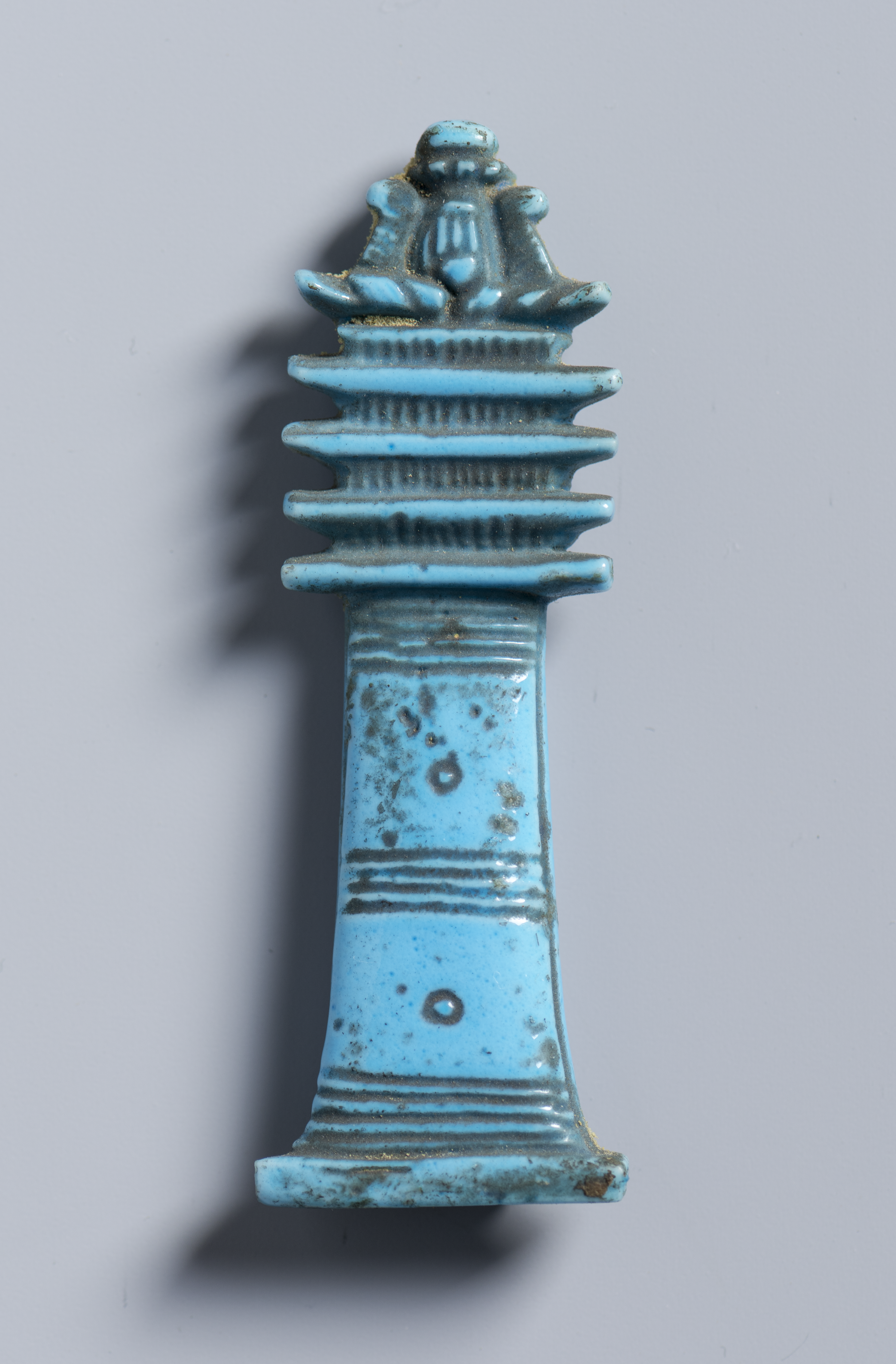
Amuleto que representa el pilar Dyed

El pilar Dyed, o Dyed, simbolizaba la "estabilidad". Pudo representar la columna vertebral del dios Osiris, un árbol, un poste conformado por gavillas de grano atadas, etc. Es uno de los símbolos más reproducido en la mitología egipcia, aunque se desconoce el objeto que representa realmente. Puede aparecer acompañado de otros símbolos, como son el cetro uas "poder" o "dominio" y el anj "vida".

Pilar Dyed.

## Historia
El pilar Dyed pudo ser un antiguo fetiche de la época prehistórica, relacionado con los ritos agrícolas, que perduró en la iconografía egipcia siendo representado hasta el periodo de dominación romana. 
De la época Tinita se conocen pilares Dyed hallados en Helwan. Posteriormente, durante el Imperio Antiguo, fue grabado en el recinto funerario del faraón Dyeser (Zoser) en Saqqara -en la necrópolis de Menfis- lo que parece indicar que era un símbolo asociado a otros conceptos, como soporte del cielo; o bien pudo ser asignado a otras divinidades, como Sokar y Ptah, pues estos dioses de Menfis aparecen representados portando este símbolo. 
Durante el Imperio Nuevo, en el Papiro de Ani, está dibujado junto al signo de la vida, anj, con unos brazos que portan un disco solar naciente, acompañado, a ambos lados, por su hermana Neftis y su esposa Isis, con varios monos que saludan y adoran al Sol. Es Osiris el representado con forma de Dyed.

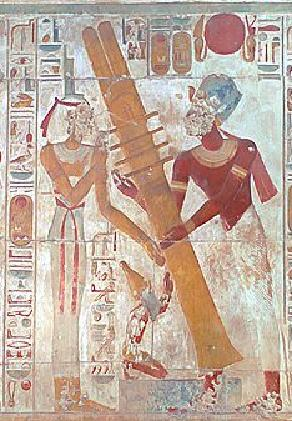
Imagen de Seti I en Abidos: erección del pilar Dyed.

## Sincretismo
Es posible que cuando Osiris, Ptah y Sokar fueron asociados, el pilar pasó a formar parte del simbolismo de Osiris cuando se difundió ampliamente su culto. El pilar Dyed también se encuentra representado en los cetros uas de los dioses Thot y Jonsu.

## La erección del pilar Dyed
"La erección del pilar Dyed" era una célebre ceremonia de origen menfita, posiblemente en honor al dios Ptah, que posteriormente se asoció con Osiris. Mediante la celebración de esta ceremonia se simbolizaba la estabilidad del reinado, la resurrección de Osiris, y la victoria de este dios sobre Seth. Esta ceremonia constituía un modo de renovar, regenerar y revitalizar periódicamente las fuerzas del faraón para que pudiera seguir reinando sobre el trono de Egipto. Además, debía repetirse durante la fiesta Heb Sed. Se puede observar, entre otros lugares, en el templo de Sethy I en Abidos, el lugar de culto a Osiris.
| R11 |

| R11 |